# Роберто Ловера
Роберто Хосе Ловера Відаль (ісп. Roberto José Lovera Vidal; 14 листопада 1922, Монтевідео — 22 червня 2016, Монтевідео) — уругвайський баскетболіст, виступав за національну збірну Уругваю на початку 1940-х — середині 1950-х років. Учасник двох літніх Олімпійських ігор, бронзовий призер Олімпійських ігор у Гельсінкі, чотириразовий чемпіон Південної Америки, учасник чемпіонату світу у Ріо-де-Жанейро.

## Біографія
Народився в Монтевідео. Захоплювався баскетболом із дитинства, у різний час виступав за столичні баскетбольні клуби «Олімпія» та «Мальвін».
Першого серйозного успіху на дорослому міжнародному рівні досяг у сезоні 1943 року, коли увійшов до основного складу уругвайської національної збірної та побував на чемпіонаті Південної Америки в Перу, звідки привіз золоту нагороду. У 1945 році в Еквадорі був срібним призером південноамериканської першості, тоді як у 1947 році в Бразилії знову став чемпіоном.
Завдяки низці вдалих виступів удостоївся права захищати честь країни на літніх Олімпійських іграх 1948 року у Лондоні. Уругвайці посіли друге місце у своїй групі, поступившись лише Бразилії, і пробилися тим самим у чвертьфінальну стадію. Проте у чвертьфіналі вони з рахунком 28:63 програли головним фаворитам змагань, збірній США, яка незабаром стала олімпійськими чемпіонами. У втішному матчі Уругвай 45:36 виграв у Південної Кореї і таким чином розташувався в підсумковому протоколі на п'ятому місці.
На чемпіонаті Південної Америки 1949 року, що пройшов у Парагваї, Ловера захистив звання чемпіона континенту. Пізніше пройшов відбір на Олімпійські ігри 1952 року в Гельсінкі. У групі уругвайці обіграли всіх суперників окрім, збірної США, та посіли друге місце. У другій груповій стадії виграли всі три матчі та з першого місця потрапили до півфінальної стадії. У півфіналі команда Уругваю з рахунком 57:61 поступилася команді СРСР, але в матчі за третє місце все ж таки виграла у Аргентини і удостоїлася бронзових олімпійських медалей. Ловера при цьому був капітаном уругвайської збірної та взяв участь у всіх восьми зустрічах своєї команди.
У 1953 році на домашній південноафриканській першості вкотре здобув перемогу, додавши до послужного списку четверту золоту нагороду. Востаннє виступав на міжнародній арені у складі збірної Уругваю у сезоні 1954 року, коли побував на чемпіонаті світу у Ріо-де-Жанейро. Тим не менш, уругвайцям не вдалося потрапити тут до призерів, у підсумковому протоколі змагань вони розташувалися на шостій позиції.
Після завершення спортивної кар'єри Роберто Ловера проживав на батьківщині в Монтевідео, помер 22 червня 2016 року у віці 93 років .